# St. Ägidien (Waldenburg)

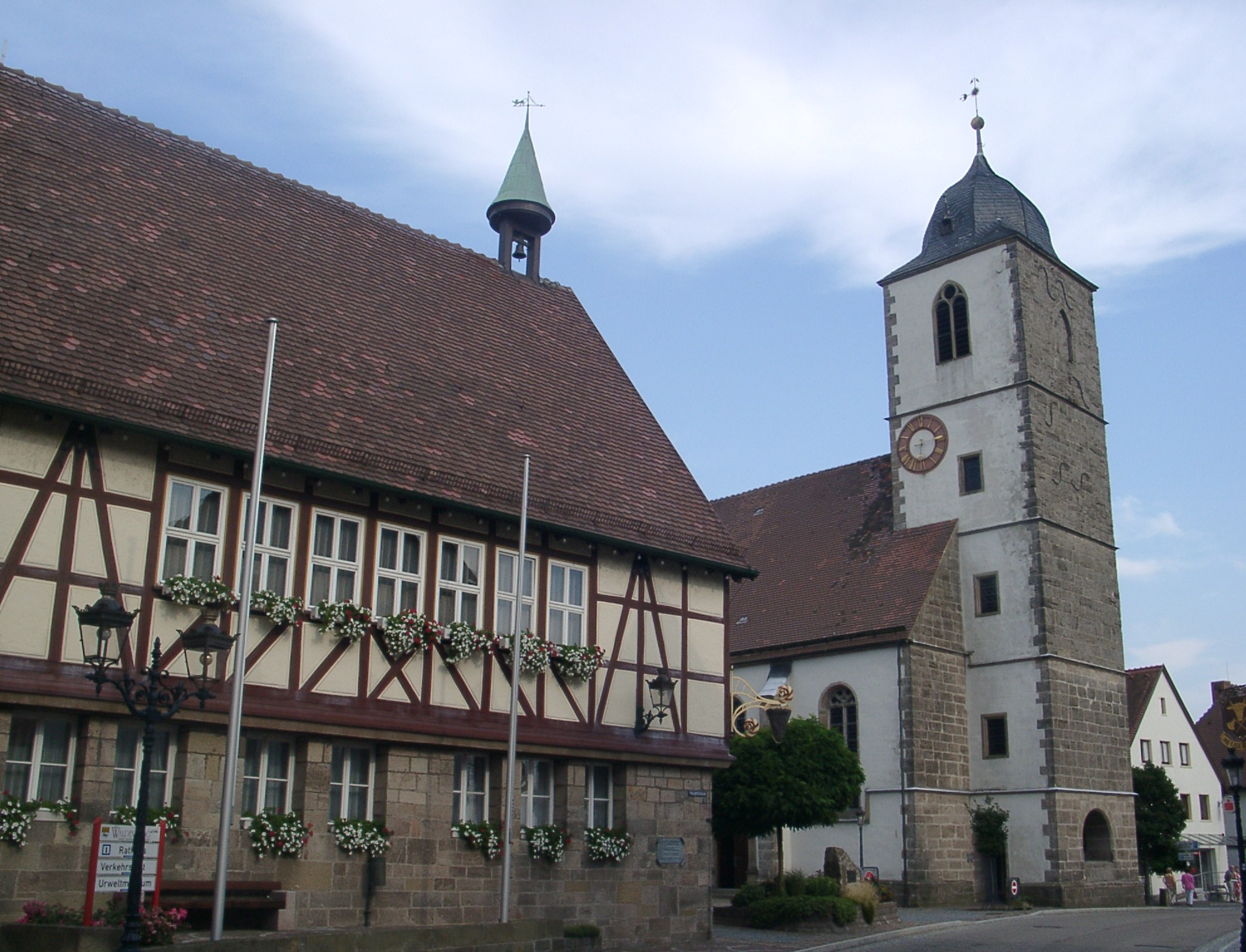
St. Ägidien in Waldenburg

Die evangelische Stadtkirche St. Ägidien steht in Waldenburg, einer Landstadt im Hohenlohekreis in Baden-Württemberg. Das Bauwerk ist beim Landesamt für Denkmalpflege Baden-Württemberg als Baudenkmal eingetragen. Die Kirche gehört zum Kirchenbezirk Öhringen der Evangelischen Landeskirche in Württemberg.

## Beschreibung
Die spätgotische Hallenkirche wurde um 1589 unter Verwendung von Teilen des Vorgängerbaus erbaut. 1972/74 erhielt sie ihr heutiges Aussehen. Sie besteht aus einem Langhaus mit einem Mittelschiff und zwei Seitenschiffen sowie einem eingezogenen, dreiseitig geschlossenen Chor im Osten. Der Kirchturm im Westen ist halb in das Langhaus eingestellt und mit einer achtseitigen, schiefergedeckten Glockenhaube bedeckt. Sein oberstes Geschoss enthält den Glockenstuhl, das Geschoss darunter die Turmuhr.
Der nahezu quadratische Innenraum des Langhauses ist charakterisiert durch die das Kreuzrippengewölbe tragenden Säulen und die Empore im Westen. Zur Kirchenausstattung gehört ein Altar, auf dessen Altarretabel Szenen der Taufe Jesu und des Abendmahls dargestellt sind. Zwei Glasfenster wurde von Hans Gottfried von Stockhausen und Ada Isensee gestaltet.